# Matsuichthys aequipinnis
Matsuichthys aequipinnis is een straalvinnige vissensoort uit de familie van glaskopvissen (Platytroctidae). De wetenschappelijke naam van de soort is voor het eerst geldig gepubliceerd in 1987 door Matsui & Rosenblatt.